# O'dett
O'dett, de son vrai nom René Goupil, est un artiste de cabaret français, né le 15 novembre 1903 à Paris et mort le 19 mai 1973.

## Biographie
Il commence sa carrière comme décorateur-étalagiste, puis se lance dans la chanson en 1932 dans les cabarets de Montmartre : au Liberty's, puis au Molière.
Fin 1933, il prend la direction du cabaret Le Fiacre, rue Notre-Dame-de-Lorette au numéro 46. À la fois camelot, clown et farceur, O'dett invective la clientèle et présente différents artistes, parmi lesquels Fréhel, Irène de Trébert, Georges Lambros (futur Georges Guétary), Léo Marjane ou les jeunes duettistes Charles (Trenet) et Johnny (Hess). Un an plus tard, il rachète L'Abbaye de Thélème, place Pigalle, et le transforme en un cabaret qu'il baptise « La Noce », puis « Chez O'dett ».
En avril 1936, un passage triomphal au Casino de Paris dans la revue Plaisirs de Paris donne à O'dett l'occasion d'étaler son goût pour les costumes 1900 accommodés à la sauce moderne et de toucher enfin le grand public. Il joue avec Pierre Dac, qui excelle tout autant dans le burlesque que dans les rôles de travestis. Leur parodie de Phèdre, Phèdre (à repasser), ravit le public.
Outre quelques chansons écrites sur mesure par les meilleurs auteurs du moment, O'dett s'est composé un tour de chant en puisant dans le répertoire 1900, où les bluettes kitsch ne manquent pas. Chaque soir dans son cabaret, il exécute un numéro décapant devant un public hilare où les vedettes du monde du spectacle foisonnent, ravies d'être reconnues par le maître de céans, n'hésitant pas à reprendre les refrains les plus salaces. Chaque chanson se termine par une exclamation : « Elle est merveilleuse ! », qui comporte un amusant double sens : ce qualificatif désigne aussi bien la chanson elle-même, que le rôle incarné par O'dett pour l'interpréter. Car sa spécialité est le transformisme, enchaînant les caricatures à un rythme échevelé : la vieille châtelaine au lorgnon tombant, la pucelle de profession, la chaisière, la punaise de sacristies… Il imite aussi des vedettes et des personnages célèbres : Maurice Rostand, Cécile Sorel, et surtout sa grande amie Mistinguett.
En 1936, il enregistre Le Tsoin-Tsoin, de Géo Koger et Vincent Scotto. La chanson est un jeu sur le nom de la petite ville de Bouffémont, en Seine-et-Oise (aujourd'hui dans le Val-d'Oise), dont le vers se termine toujours par « Bouffémont tsoin-tsoin ». « Entre Paris et Pontoise / Il existe aux environs / Un patelin en Seine-et-Oise / Qui s'appelle Bouffémont. / Mon ami vient d'y acheter / Une villa, et chaque été, / Il passe ses journées entières à Bouffémont - tsoin-tsoin / Il délaisse même ses affaires pour Bouffémont - tsoin-tsoin [...] Son seul plaisir dans la vie, c'est Bouffémont - tsoin-tsoin », etc. O'dett ne se cachait pas d'être homosexuel.
En janvier 1940, O'dett est la vedette de la Drôle de revue à l'ABC, où il se livre à une imitation hallucinante de Hitler en folle. L'occupation allemande l'incitera à un prudent repli en zone libre, puis à Monte-Carlo.
De retour à Paris après la Libération, O'dett participera à différents spectacles de music-hall, puis reviendra au cabaret en 1948.
Dans les années 1960, il deviendra antiquaire au Village suisse, à Paris.

## Discographie
- La Destinée du petit marin (1936)
- Travaillera rusticana (1936)
- Le Tsoin-Tsoin (1936)
- La Roustalamagna (1936)

## Filmographie
- 1937 : Cinderella de Pierre Caron : Bobêche
- 1960 : Candide ou l'Optimisme du XXe siècle de Norbert Carbonnaux : le baron

## Sources
On peut retrouver les quatre chansons enregistrées par O'dett sur la compilation réalisée par l'historien Martin Pénet : Chansons interlopes (1906-1966) - Labelchanson - LBC 001